# Claudio Vargas (beisbolista)
Claudio Vargas Almonte (nacido el 19 de junio de 1978 en Mao) es un ex lanzador dominicano que jugó en las Grandes Ligas para Expos de Montreal, Nacionales de Washington, Diamondbacks de Arizona, Cerveceros de Milwaukee, Mets de Nueva York, y Dodgers de Los Ángeles. Se desempeñaba tanto como abridor y como relevista.
Su apodo entre la fanaticada de los Cerveceros era el "Magic Man" debido a su habilidad para salir de situaciones tensas de bases llenas y escapar de ellas con poco o ningún daño.

## Carrera

### Ligas Menores
Vargas fue firmado como amateur por los Marlins de Florida en 1995 a los 16 años e hizo su debut profesional con el equipo de los Marlins en la Dominican Summer League, donde jugó en 1996 y 1997. En 1998, lanzó para la liga de novatos Gulf Coast Marlins y para el equipo de Clase-A, Brevard County Manatees. Continuó lanzando en el sistema de los Marlins en 2001 con los equipos Kane County
Cougars, Portland Sea Dogs y Calgary Cannons.
El 11 de julio de 2002, Vargas fue cambiado por los Marlins (junto con Wilton Guerrero, Cliff Floyd y dinero en efectivo) a los Expos de Montreal por Donald Levinski, Justin Wayne, Carl Pavano, Mike Mordecai y Graeme Lloyd. En el sistema de ligas menores de los Expos, Vargas lanzó para los Harrisburg Senators y Edmonton Trappers.

### Grandes Ligas
Vargas hizo su debut en las Grandes Ligas el 26 de abril de 2003, contra los Astros de Houston y logró su primera victoria en el triunfo por 6-3 sobre los Gigantes de San Francisco. Hizo 23 apariciones (20 como abridor) con los Expos en el 2003, con un récord de 6-8 y una efectividad de 4.34. En 2004 apareció en 45 partidos (sólo 14 como abridor) y terminando con récord de 5-5 con una efectividad de 5.25.

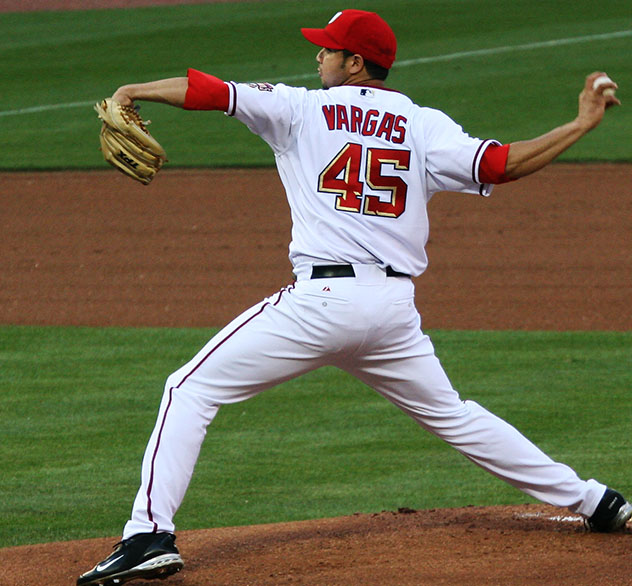
Vargas lanzando para los Nacionales en 2005.

Firmó como agente libre con los Nacionales de Washington antes de la temporada 2005, pero los Nacionales lo designaron para asignación después de que terminara con récord de 0-3 con una efectividad de 17.55 al inicio de la temporada. Fue reclamado desde waivers por los Diamondbacks de Arizona el 3 de junio y terminó con 9-6 y una efectividad de 4.81 en 21 partidos (19 como abridor) con los Diamondbacks el resto de la temporada. Se quedó con el equipo para la temporada 2006 y tuvo una sólida temporada, 12-10, 4.83 de efectividad en 30 aperturas.
En noviembre de 2006, Vargas fue cambiado a los Cerveceros de Milwaukee, junto con el lanzador Greg Aquino y el receptor Johnny Estrada, por el jardinero Dave Krynzel, y los lanzadores Dana Eveland y Doug Davis.

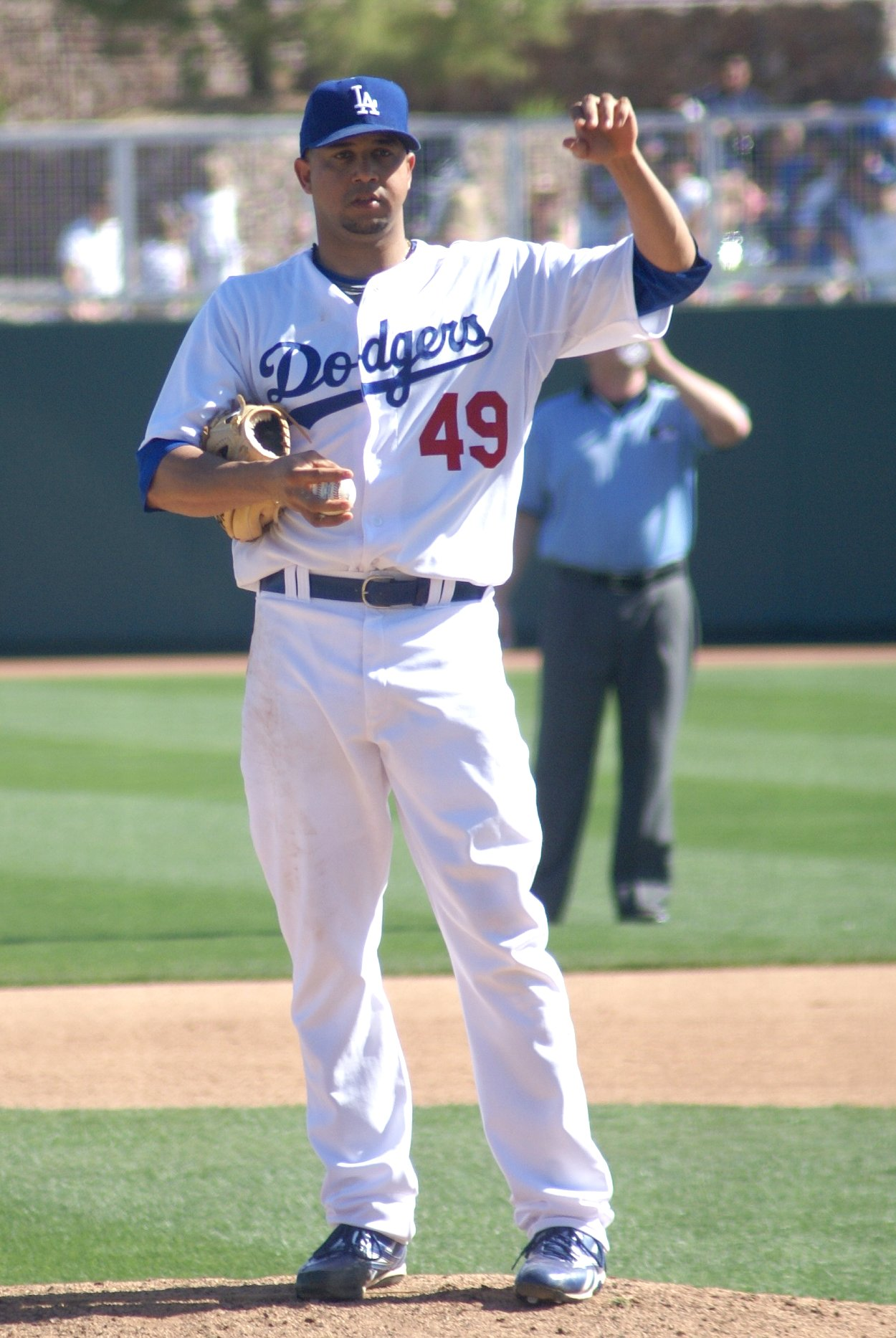
Vargas mientras militaba con los Dodgers de Los Ángeles en 2009.

En marzo de 2008, Vargas fue liberado por los Cerveceros después de decaer en 2007 con un récord de 11-6 y efectividad de 5.09 en 23 aperturas (29 apariciones en total). En abril, firmó un contrato de ligas menores con los Mets de Nueva York. En su debut con los Mets el 14 de mayo de 2008, recibió una ovación de la multitud del Shea Stadium, permitiendo sólo dos carreras limpias y tres imparables, a pesar de la derrota ante los Nacionales de Washington. Vargas fue designado para asignación en junio y pasó el resto de la temporada en las menores.
En enero de 2009, Vargas firmó un contrato de un año con los Dodgers de Los Ángeles. Se esperaba que compitiera por un puesto en la rotación de abridores en la pretemporada, sin embargo, sufrió una lesión en el brazo y comenzó la temporada en lista de lesionados de 60 días. Después de pasar los primeros tres meses de la temporada en la lista de lesionados, fue activado por los Dodgers el 3 de julio.
Vargas lanzó como relevista intermedio de los Dodgers, hasta que fue cambiado el 31 de julio a los Cerveceros de Milwaukee por el receptor de ligas menores Vinny Rottino.
Vargas lanzó en 28 juegos con los Cerveceros en el 2009, y terminó con 1-0 con una efectividad de 1.78. Volvió a formar con los Cerveceros para la temporada 2010, apareciendo en 17 partidos con una efectividad de 7.32. El 29 de mayo de 2010, Vargas fue designado para asignación y fue liberado el 4 de junio. El 16 de junio, volvió a firmar con los Dodgers de Los Ángeles y fue asignado al equipo de AAA, Isótopos de Albuquerque. Fue liberado el 16 de agosto.
Anunció su retiro el 13 de junio de 2011, después de haber firmado un contrato de ligas menores con los Rockies de Colorado en la temporada baja. Tuvo una efectividad de 11.08 en 26 entradas con el equipo de Triple-A, Colorado Springs Sky Sox esa temporada.